# Gonzalezinus
Gonzalezinus is een geslacht van wantsen uit de familie van de Miridae (Blindwantsen). Het geslacht werd voor het eerst wetenschappelijk beschreven door José Cândido de Melo Carvalho in 1981.

## Soorten
Het genus bevat de volgende soorten:

- Gonzalezinus pemehuensis (Carvalho, 1984)
- Gonzalezinus squamosus (Carvalho, 1981)